# Predkeramični neolitik A
Predkeramični neolitik A (PPNA) označuje prvo stopnjo predkeramičnega neolitika v zgodnji levantinski in anatolski neolitski kulturi, ki sega v ok. 12.000 –  ok. Pred 10.800 leti, to je 10.000–8800 pred našim štetjem. Arheološki ostanki so v levantinski in zgornji mezopotamski regiji Rodovitnega polmeseca.
Za to obdobje so značilna majhna okrogla bivališča iz blatne opeke, gojenje poljščin, lov na divjad in edinstveni pogrebni običaji, pri katerih so trupla pokopavali pod tlemi bivališč.
Predkeramični neolitik A in naslednji predkeramični neolitik B (PPNB) je prvotno opredelila Kathleen Kenyon na tipskem najdišču Antični Jeriho v državi Palestini. V tem času lončarstvo še ni bilo v uporabi. So pred keramično neolitsko jarmuško kulturo. PPNA je nasledil natufsko kulturo epipaleolitskega Bližnjega vzhoda.

## Naselja
Arheološka najdišča PPNA so veliko večja od tistih iz predhodne natufske kulture lovcev in nabiralcev in vsebujejo sledove komunalnih struktur, kot je slavni Jerihonski stolp. Za naselja PPNA so značilne okrogle, polpodzemne hiše s kamnitimi temelji in teraco tlemi. Zgornje stene so bile zgrajene iz nepečene glinene opeke s ploskokonveksnim prerezom. Ognjišča so bila majhna in pokrita s tlakovci. Pri kuhanju so uporabljali segrete kamnine, kar je povzročilo kopičenje v požaru razpokanih kamnin v stavbah, skoraj v vsakem naselju pa so bili zabojniki iz kamna ali blatne opeke.
Od leta 2013 je arheološko najdišče Gesher, sodobni Izrael, postalo najzgodnejše znano od vseh znanih neolitskih najdišč (PPNA), s kalibriranim datumom Carbon 14 10.459 pr. n. št. ± 348 let, analiza kaže, da je bilo to morda izhodišče neolitske revolucije. Sodobno najdišče je Murejbet v sodobni Siriji.
Ena najbolj opaznih naselbin PPNA je Jeriho, ki naj bi bilo prvo mesto na svetu (ok. 9000 pr. n. št.). Mesto PPNA je vsebovalo do 2–3000 prebivalcev in je bilo zaščiteno z masivnim kamnitim obzidjem in stolpom. Obstaja veliko razprav o funkciji zidu, saj v tem času ni dokazov o resnem vojskovanju. Ena možnost je, da je bil zid zgrajen za zaščito virov soli v Jerihu. Predlagano je bilo tudi, da je stolp ob poletnem solsticiju ujel senco največje bližnje gore, da bi ustvaril občutek moči v podporo kakršni koli hierarhiji, ki je vladala prebivalcem mesta.
- Stolp v Jerihu je bil zgrajen ob koncu predkeramičnega neolitika A, ok. 8000 pr. n. št.
- Kip prednika, Jeriho, iz c. pred 9000 leti. Rockefellerjev muzej, Jeruzalem.
- Človek iz Urfe ok. 9000 pr. n. št.[10][11][12] Arheološki in mozaični muzej Şanlıurfa.

## Pogrebne prakse
Kulture PPNA so edinstvene po svojih pogrebnih praksah in Kenyon (ki je izkopal raven PPNA v Jerihu) jih je označil kot »živijo s svojimi mrtvimi«. Kenyon je našel nič manj kot 279 pokopov, pod tlemi, pod temelji gospodinjstev in med zidovi. V obdobju PPNB so bile lobanje pogosto izkopane in ponovno pokopane ali pobarvane z glino in (domnevno) razstavljene.

## Litika
Litična industrija temelji na rezilih, izsekanih iz pravilnih jeder. Rezila srpov in puščic nadaljujejo tradicijo iz pozne natufske kulture, prvič se pojavijo sekire s prečnim udarcem in brušeni tesli.

## Gojenje poljščin in kašče
Sedentizem (stalna naselitev) tega časa je omogočal gojenje lokalnih žit, kot sta ječmen in divji oves, ter shranjevanje v kaščah. Območja, kot sta Dhra' in Jeriho, so do obdobja PPNB obdržala lovski način življenja, vendar so kašče omogočale celoletno naselitev.
To obdobje gojenja velja za »pred udomačitev«, vendar se je morda začelo razvijati rastlinske vrste v udomačene oblike, kakršne so danes. Namerno, dolgotrajno skladiščenje je bilo omogočeno z uporabo »visečih tal za kroženje zraka in zaščito pred glodavci«. Ta praksa »je vsaj 1000 let pred nastankom udomačitve in velikih stalnih skupnosti«.
Kašče so nameščene na mestih med drugimi stavbami zgodaj ok. 11.500 pred sedanjostjo, vendar pa so se začeli okoli 10.500 pred sedanjostjo preselili v hiše, do 9500 pred sedanjostjo pa je prišlo do shranjevanja v posebnih prostorih. Ta sprememba bi lahko odražala spreminjajoče se sisteme lastništva in premoženja, ko so kašče prešle iz skupne rabe in lastništva v nadzor gospodinjstev ali posameznikov.
O teh kaščah je bilo ugotovljeno, da so njihovi »sofisticirani sistemi shranjevanja s talnim prezračevanjem prezgodnji razvoj, ki je pred nastankom skoraj vseh drugih elementov bližnjevzhodnega neolitskega paketa – udomačevanja, obsežnih sedečih skupnosti in ukoreninjenja nekaterih stopnjo socialne diferenciacije«. Poleg tega je bila »gradnja kašč morda najpomembnejša značilnost naraščajočega sedentizma, ki je zahteval aktivno sodelovanje skupnosti v novih načinih življenja«.

## Regionalne variante
Ko postaja znanih več najdišč, so arheologi opredelili številne regionalne različice predkeramičnega neolitika A:
- (Asvad) v Damaščanski kotlini, opredeljen z najdbami iz Tell Asvad IA; značilno: bipolarna jedra, velika srpasta rezila, konice Asvad. Asvadska različica je bila nedavno ukinjena z delom Danielle Stordeur v njenem začetnem poročilu o nadaljnjih preiskavah v letih 2001–2006. Horizont PPNB je bil na tem mestu pomaknjen nazaj na okoli 10.700 pred sedanjostjo.[15]
- Murejbetij v severnem Levantu, opredeljen z najdbami iz Murejbet IIIA, IIIB, tipično: Helvanove konice, rezila srpa z osnovno amenagee ali kratkim pecljem in končno retušo. Druga mesta vključujejo Sheyk Hasan in Jerf el Ahmar.
- Najdišča v Gornji Mezopotamiji vključujejo Çayönü in Göbekli Tepe, pri čemer je slednji verjetno najstarejši doslej odkriti obredni kompleks.[16]
- Najdišča v osrednji Anatoliji, ki vključujejo 'matično mesto' Çatalhöyük in manjše, a starejše mesto, ki se po starosti kosa celo z Jeriho, Aşıklı Höyük.
- Sultanski v dolini reke Jordan in južnem Levantu, s tipskim mestom Jeriho. Druga mesta vključujejo Netiv HaGdud, El-Khiam, Hatoula in Nahal Oren.